# تيموثي ر. فيرغسون
تيموثي ر. فيرغسون (بالإنجليزية: Timothy R. Ferguson)‏ هو سياسي أمريكي، ولد في 22 يناير 1955 في بالتيمور في الولايات المتحدة. حزبياً، نشط في الحزب الجمهوري.